# Symon Petljura

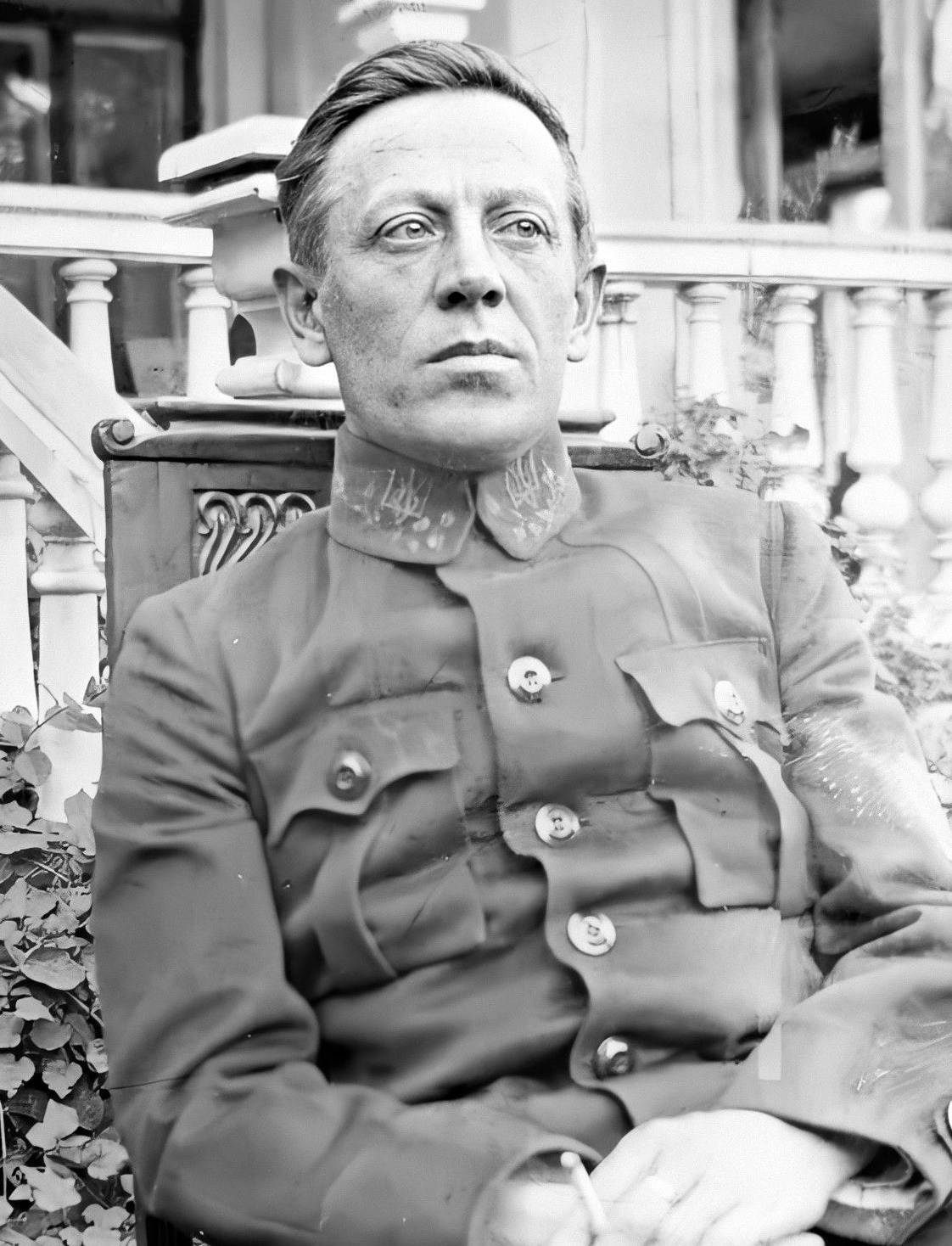
Symon Petljura in den 1920er Jahren

Symon Wassyljowytsch Petljura, auch Petliura oder Petlura (ukrainisch Симон Васильович Петлюра, wissenschaftliche Transliteration Symon Vasyl'ovyč Petljura; * 10. Maijul. / 22. Mai 1879greg. in Poltawa; † 25. Mai 1926 in Paris), war ein für die ukrainische Eigenstaatlichkeit eintretender ukrainischer Politiker, Journalist, Literat und Publizist sowie von 1919 bis 1920 Präsident der Ukrainischen Volksrepublik.

## Leben
Petljura wurde als Sohn von Stadtkosaken geboren. Als solcher konnte er (anders als die Söhne der weitgehend rechtlosen Bauern) studieren. Er war 1905 Mitbegründer der Ukrainischen Sozialdemokratischen Arbeiterpartei (USDRP) und von 1905 bis 1909 Herausgeber der Zeitschriften Slowo und Ukrajinskaja Schysn.
Während des Ersten Weltkrieges diente er in der zaristischen Armee.

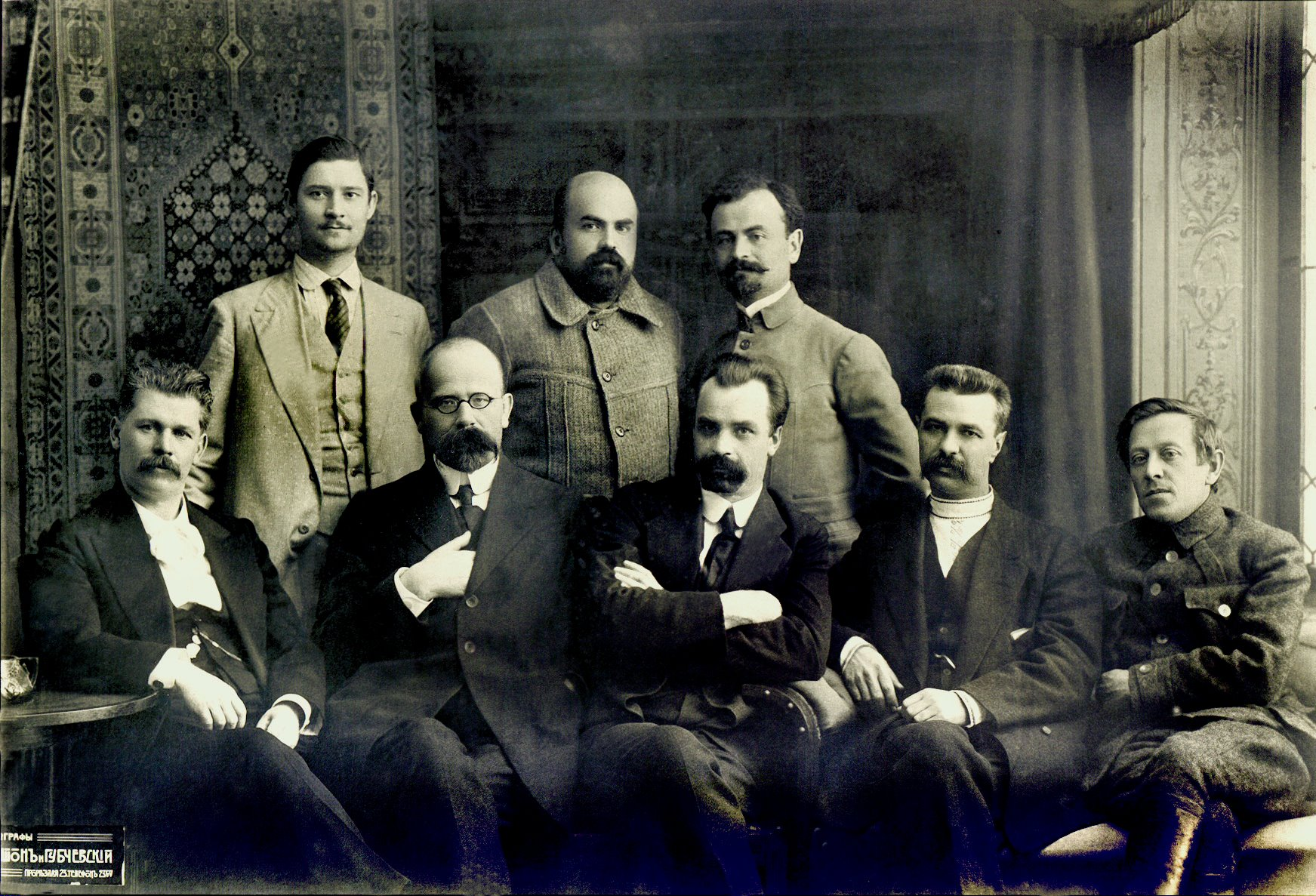
Die Mitglieder des Generalsekretariats im Juli 1917. (von links nach rechts) Stehend: Pawlo Chrystjuk, Mykola Stasjuk, Borys Martos. Sitzend: Iwan Steschenko, Chrystofor Baranowskyj, Wolodymyr Wynnytschenko, Serhij Jefremow, Symon Petljura.

Nach der Februarrevolution von 1917 wurde er Mitglied des neuen Parlaments, der Zentralna Rada, das im Juni die Ukraine als autonome Republik ausrief. Im Juli wurde er Generalsekretär für militärische Angelegenheiten (Kriegsminister). Bald darauf besetzten deutsche Truppen die Ukraine teilweise (Operation Faustschlag 18. Februar bis 3. März 1918) und installierten mit dem Hetmanat unter Pawlo Skoropadskyj eine Marionettenregierung.
Am 11. November 1918 unterzeichnete Deutschland den Waffenstillstand von Compiègne. Nach dem Rückzug der deutschen Truppen aus der Ukraine wurde Petljura Ende 1918 eines von fünf Mitgliedern des Direktoriums der Ukrainischen Volksrepublik und militärischer Oberbefehlshaber, 1919 dann Regierungschef. Im Russischen Bürgerkrieg kämpfte er sowohl gegen die Bolschewiki als auch gegen Teile der russischen Konservativen („Weiße“), gegen rivalisierende Ukrainer unter Pawlo Skoropadskyj oder Nestor Machno und gegen Polen. Auf dem Gebiet der Ukraine ereigneten sich Pogrome gegen die jüdische Bevölkerung der Ukraine.
Für einen Teil dieser Pogrome waren Mitglieder der Milizen verantwortlich, die einen Teil von Petljuras Streitkräften ausmachten. 

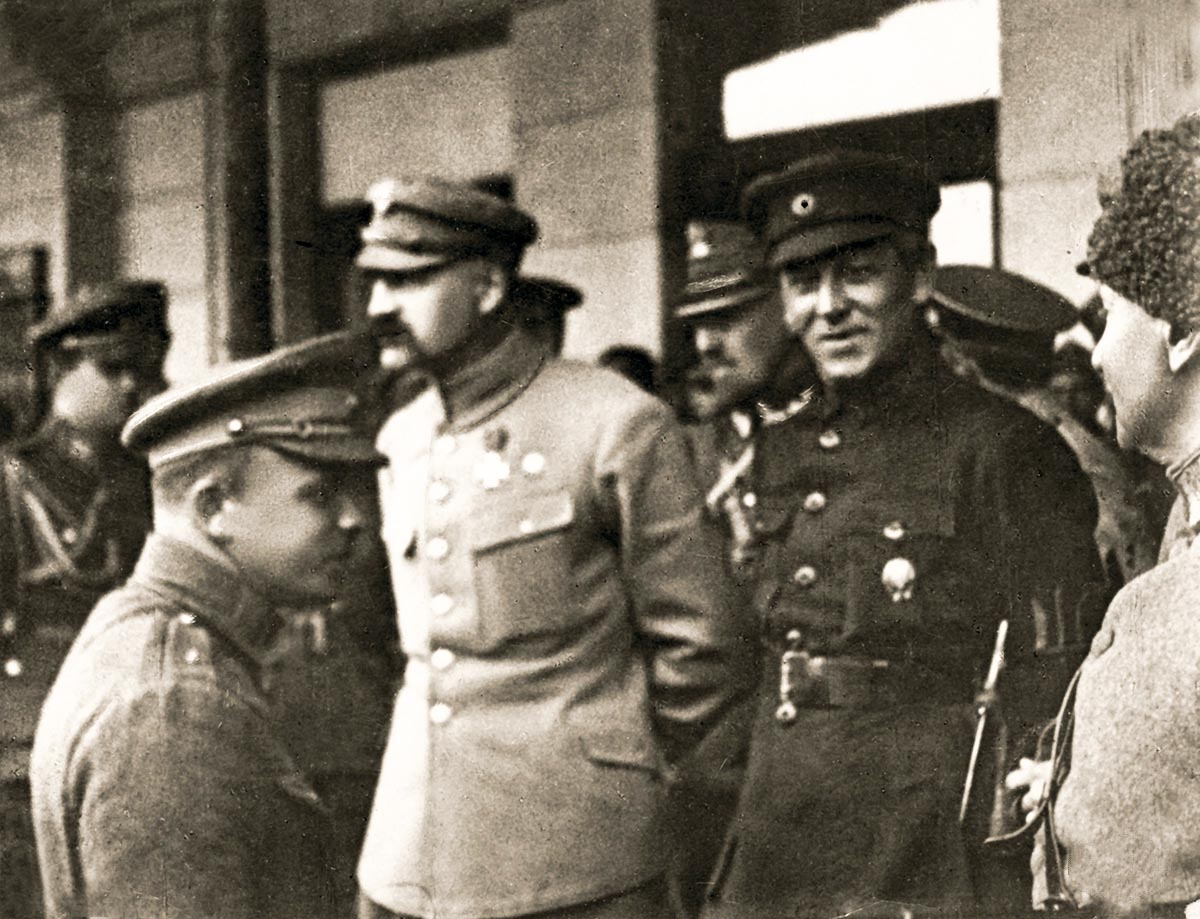
Symon Petljura (rechts) mit dem polnischen Politiker Józef Piłsudski (links)

Nach dem Sieg der Kommunisten floh Petljura nach Polen, wo er als vorgeblich legaler Regierungschef der Ukraine anerkannt wurde und im März 1920 in Lublin ein Friedensabkommen mit der polnischen Regierung unterzeichnete, wobei er im Tausch gegen militärische Hilfe die polnischen Bedingungen für die Grenzziehung im Osten akzeptierte. Im Polnisch-Sowjetischen Krieg gelang jedoch nur eine zeitweise Besetzung von Kiew, und die Wiederherstellung der ukrainischen Unabhängigkeit scheiterte. Petljura führte nun vorübergehend von Tarnów und Warschau aus die ukrainische Exilregierung an, musste Polen jedoch 1923 aufgrund verstärkten sowjetischen Drucks verlassen und ging über Wien und Genf 1924 nach Paris. Dort gründete er die Zeitung „Tryzub“ („Dreizack“, nach dem ukrainischen Wappensymbol), die über die Aktivitäten der ukrainischen Exilregierung berichtete.
Am 25. Mai 1926 wurde er während eines Einkaufsbummels in Paris von dem aus der Ukraine stammenden jüdischen Anarchisten Scholom Schwartzbard auf dem Boulevard-Saint-Michel mit sieben Schüssen aus einem Revolver niedergestreckt und starb kurz darauf. Der Täter wurde von einem französischen Gericht freigesprochen, weil er in Vergeltung für den Tod von 15 Familienmitgliedern, darunter seinen Eltern, gehandelt habe. Als Entlastungszeugen benannte die Verteidigung Schwartzbards unter anderem Léon Blum, Maxim Gorki und Albert Einstein.

## Familie
Symon Petljura war der Onkel des späteren Patriarchen der ukrainisch-orthodoxen Kirche Mstyslaw.

## Kontroverse um Petljura
Während des Russischen Bürgerkriegs kam es zu einer Reihe brutaler, durch radikalisierte Antisemiten aller Kriegsparteien verübter Pogrome gegen die jüdische Bevölkerung in Russland, in Weißrussland und in der Ukraine, die zwischen 35.000 und 50.000 Todesopfer forderten. Dabei wurden 39,9 % aller Pogrome auf ukrainischem Territorium durch Angehörige von unter dem Kommando Petljuras stehenden Milizen verübt; 31,7 % gingen zu Lasten der Grünen Armeen; 17,2 % wurden von Truppen Anton Denikins, 2,6 % von Angehörigen der polnischen Armee und 8,6 % durch Angehörige der Roten Armee oder von ihr abtrünniger Einheiten verübt.
Die persönliche Verantwortung Petljuras für die durch Teile seiner Einheiten verübten Verbrechen wird von Historikern unterschiedlich bewertet und ist Gegenstand einer Kontroverse um die historische Einordnung seiner Person geworden.
Auf der einen Seite wird dabei darauf verwiesen, dass die führenden Politiker des Direktoriums der Ukrainischen Volksrepublik keine Antisemiten waren. Sie gewährten Juden ebenso wie Russen und Deutschen national-personale Autonomie und nahmen Vertreter jüdischer Parteien in die Regierung auf. Weiterhin führte Petljura auch gesetzliche Strafen für Gewalt gegen jüdische Zivilisten ein und ließ einige Verantwortliche wie etwa Semesenko und andere Partisanenführer hinrichten. Gleichwohl hatte aber die Regierung die Kontrolle über die Milizen verloren und konnte deren Gewalttaten nicht verhindern.
Auf der anderen Seite wird angeführt, dass Petljura nicht genug getan habe, um die Pogrome aufzuhalten. Zudem habe er aus Angst, die Unterstützung seiner Kämpfer zu verlieren, verantwortliche Offiziere und Soldaten nicht bestrafen wollen. Schließlich sei Petljura als Anführer (Ataman) für das Morden durch die ihm unterstellten Truppen verantwortlich.
Die Kontroverse zu der Frage, wie viel Schuld Petljura persönlich an den Pogromen trage, begann bereits kurz nach seinem Tod mit dem Gerichtsverfahren gegen den Attentäter Scholom Schwartzbard im Jahr 1926. Einige Beachtung fand vier Jahrzehnte später die Publikation zweier gegensätzliche Sichten zu diesem Thema vertretender Publikationen der Historiker Taras Hunczak und Zosa Szajkowski in der Fachzeitschrift Jewish Social Studies, und deren Fortsetzung in Form zweier kommentierender Briefe der beiden Autoren an dieselbe Zeitschrift, auf die bis heute noch häufig Bezug genommen wird.
Ende Mai 2006 wurde in Paris in einer Zusammenarbeit der Bibliothèque ukrainienne Simon-Petlioura de Paris, dem Comité représentatif de la Communauté ukrainienne en France und der ukrainischen Botschaft in Paris der 80. Todestag Petljuras begangen. Patrick Gaubert, der Vorsitzende der Ligue internationale contre le racisme et l’antisémitisme (LICRA), bezeichnete die Gedenkfeier in der Zeitung Le Monde vom 27. Mai 2006 als „eine zweite Ermordung, diesmal posthum, der jüdischen Opfer“ („un second assassinat, posthume celui-là, des victimes juives“).

## Wahrnehmung in der Ukraine

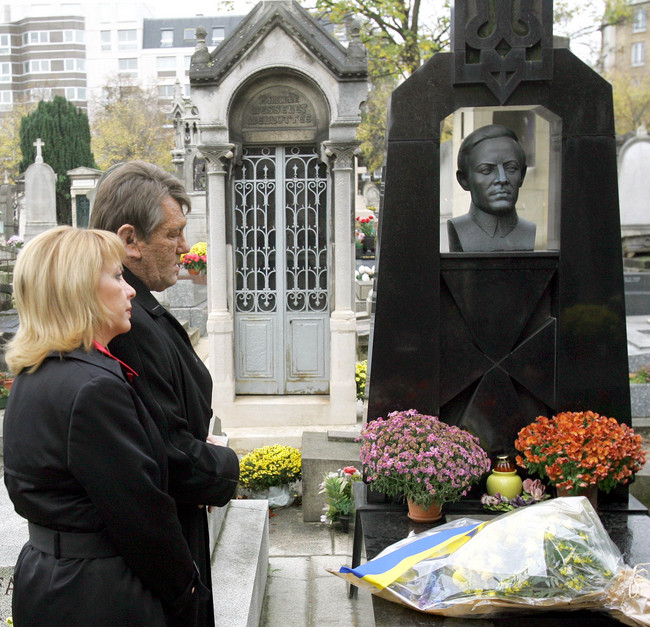
Wiktor Juschtschenko mit Gattin am Grab Symon Petljuras auf dem Cimetière Montparnasse (2005)

Nach der Auflösung der Sowjetunion im Jahre 1991 und der darauffolgenden Unabhängigkeit der Ukraine wird Petljura in seiner Heimat heute trotz der Kontroverse um seine Verantwortung für die antijüdische Gewalt im Russischen Bürgerkrieg überwiegend positiv beurteilt, als bedeutender Politiker und als einer der Gründer der modernen Ukraine gewürdigt.
Petljura wurden eine Reihe von Ehrungen zuteil:
- 1992 wurde in Lemberg eine Straße nach Peljura benannt. Der gleichfalls aus Lemberg stammende „Nazijäger“ Simon Wiesenthal protestierte dagegen beim damaligen Präsidenten Leonid Krawtschuk.[15]
- In der Hauptstadt Kiew wurde ebenso wie in seiner Heimatstadt Poltawa ein Denkmal errichtet.
- 2009 benannte die Stadtverwaltung von Kiew eine Straße nach ihm,  In weiteren Städten wie zum Beispiel Riwne oder Lwiw wurden Straßen nach ihm benannt.[5]
- In der Stadt Winnyzja gibt es seit dem 14. Oktober 2017[5] ein Petljura-Denkmal.
- Am 21. Januar 2019 enthüllte in Kiew Regierungsvertretern in der nach Petljura benannten Straße eine Gedenktafel.[16]
- Der US-Ableger der sich als konservativ-patriotisch verstehenden Jugendorganisation CYM (SUM)[17] beruft sich auf Petljura als Vorbild.[18]
- Seit 1993 finden in Kiew jährliche Lesungen seiner Werke statt.[19]

### Trauertag für Petljura im Jahr 2016
Am 2. Februar 2016 wurde in der Werchowna Rada ein Erlass zur Festlegung der „Gedenktage und Jubiläen 2016“ verabschiedet. Darin wurde unter anderem der 25. Mai dieses Jahres zum Gedenktag in Zusammenhang mit dem 90. Jahrestag der Ermordung Symon Petljuras erklärt. Eduard Dolynskyj, der Direktor des Ukrainisch-Jüdischen Komitees, empfand die Trauer um Petljura auf Staatsebene als einen empörenden Vorgang. Wörtlich sagte er:

„Unter Petjlura wurden große Verbrechen an den Juden verübt. Unser Verhältnis ihm gegenüber bezieht sich nicht auf seinen Kampf um die Ukraine, sondern darauf, was unter seiner Führung bei den Truppen geschah. Wir behaupten nicht, dass er den Befehl dazu gegeben hat, aber es ist bekannt, dass er nichts unternommen hat, um diesem Massenmord ein Ende zu setzen.“

Dolynskyj betrachtete die Heroisierung Petljuras als eine zwangsläufige Folge nach der Verabschiedung von „Gesetzen, die Kritik an der OUN und der UPA verbieten“.